# Douglas Falls
Die Douglas Falls sind ein eher unscheinbarer Wasserfall im Mount-Aspiring-Nationalpark auf der Südinsel Neuseelands. Er liegt im Lauf des Douglas Creek, der unweit hinter dem Wasserfall in den Haast River mündet. Seine Fallhöhe beträgt rund 10 Meter.
Der New Zealand State Highway 6 führt 110 km hinter Wanaka zu einem kleinen Parkplatz, von dem aus eine zweiminütige Wanderung zum hinter dichter Vegetation liegenden Wasserfall führt.